# Pheleuscelus
Pheleuscelus es un género de gorgojos de la familia Attelabidae. En 1860 Jekel describió el género. Esta es la lista de especies que lo componen:
- Pheleuscelus amazonicus Legalov, 2007
- Pheleuscelus brachiatus (Klug 1825)
- Pheleuscelus ecuadorensis (Voss 1937)
- Pheleuscelus fuscus (Voss 1928)
- Pheleuscelus gemellatus (Voss 1925)
- Pheleuscelus hamatus (Olivier 1807)
- Pheleuscelus innotatus (Voss 1925)
- Pheleuscelus itaitubensis Legalov, 2007
- Pheleuscelus lizeri (Hustache, 1924)
- Pheleuscelus motschulskii Legalov, 2007
- Pheleuscelus nigrodentatus Legalov, 2004
- Pheleuscelus nigrospinosus Legalov, 2007
- Pheleuscelus omoplatus Legalov, 2007
- Pheleuscelus roelofsi Legalov, 2007
- Pheleuscelus spiniger (Voss 1925)
- Pheleuscelus spinosus (Hamilton 2001)
- Pheleuscelus subimpressus (Voss 1925)